# Adem Demaçi
Adem Demaçi (sinh ngày 26 tháng 2 năm 1936) ở Pristina, Vương quốc Yugoslavia, nay là Kosovo , là một nhà văn, chính trị gia người gốc Albania ở Kosovo, và là một người bị tù chính trị trong suốt 28 năm vì chống đối việc Liên bang Cộng hòa Xã hội chủ nghĩa Nam Tư đối xử tàn tệ với sắc dân thiểu số Albania ở Kosovo, cũng như chỉ trích chủ nghĩa Cộng sản và chế độ của Josip Broz Tito. Ông đã được tổ chức Ân xá Quốc tế công nhận là một tù nhân lương tâm.

## Hoạt động chính trị
Demaçi bị giam tù lần đầu từ năm 1958 tới 1961. Sau khi được thả, ông lại bị cầm tù 2 lần nữa từ năm 1964-1974 rồi 1975-1990, vì bị gán cho là theo chủ trương ly khai và là  người theo chủ nghĩa Stalin. Do bị tù lâu dài nên nhiều người Kosovo gốc Albania đã gọi ông  là Nelson Mandela của Kososvo.
Sau khi ra tù, ông làm chủ tịch "Hội đồng bảo vệ Nhân quyền và Tự do của nhân dân Kosovo". Tháng 3 năm 1992 ông đã được mời nói chuyện trong phiên họp của Hạ viện Hoa Kỳ. 
Năm 1992, ông đoạt Giải thưởng Sakharov của Nghị viện châu Âu. Năm 1993 ông được đề cử cho Giải Nobel Hòa bình.
Demaçi là đại diện chính trị của Quân đội Giải phóng Kosovo (Ushtria Çlirimtare e Kosovës, viết tắt là UÇK) trong thời gian 1998/1999. Ông đã ở lại Kosovo trong suốt cuộc chiến tranh Kosovo. Mặc dù binh sĩ Serbia biết ông là ai, nhưng họ không làm hại ông.. Cho đến ngày nay, Ông vẫn tham gia vào chính trị Kosovo và tiếp tục chủ trương tranh đấu cho Kosovo được độc lập khỏi Serbia, thậm chí ông cũng chỉ trích các nhà lãnh đạo Quân đội giải phóng Kosovo chấp nhận một giải pháp hòa bình với Serbia khiến Serbia không cho Kosovo được độc lập.

## Giải thưởng và Vinh dự
- 1992 Giải thưởng Sakharov của Nghị viện châu Âu
- 1993 Đề cử Giải Nobel Hòa bình
- 1994 Giải Hòa bình của các hiệu trưởng đại học châu Âu của Đại học Complutense của Madrid